# فواز مندو
فواز مندو (عربی: فواز مندو؛ زادهٔ ۲۷ دسامبر ۱۹۷۱) بازیکن فوتبال اهل سوریه بود.
از باشگاه‌هایی که در آن بازی کرده‌است می‌توان به باشگاه فوتبال الکرامه اشاره کرد.
وی همچنین در تیم‌های ملی فوتبال زیر ۲۰ سال سوریه و سوریه بازی کرده‌است.